# Filmjahr 1926
Liste der Filmjahre

◄◄ | ◄ | 1922 | 1923 | 1924 | 1925 | Filmjahr 1926 | 1927 | 1928 | 1929 | 1930 | ► | ►►

Weitere Ereignisse

## Ereignisse

### Uraufführungen
- 8. März: Der Zwei-Farben-Stummfilm The Black Pirate mit Douglas Fairbanks in der Titelrolle hat seine Uraufführung.
- 9. Juli: Rudolph Valentinos letzter Spielfilm Der Sohn des Scheichs unter der Regie von George Fitzmaurice hat seine Uraufführung. Es ist die Fortsetzung von Valentinos Film Der Scheich (1921), der ebenfalls auf dem gleichnamigen Roman von Edith Maud Hull basiert. Die weibliche Hauptrolle spielt Vilma Bánky. Am 23. August stirbt Valentino in Folge eines perforierten Magengeschwürs. Sein Tod und die Beerdigung löst in den USA unter seinen zahlreichen weiblichen Fans regelrechte Massenhysterien aus.
- 6. August: Mit dem Ausstattungsfilm Don Juan, den Alan Crosland für Warner Bros. nach einem Drehbuch von Bess Meredyth inszenierte, hat der erste mit dem neuartigen Nadeltonverfahren Vitaphone gedrehte abendfüllende Spielfilm seine Uraufführung. In der Titelrolle ist John Barrymore zu sehen.

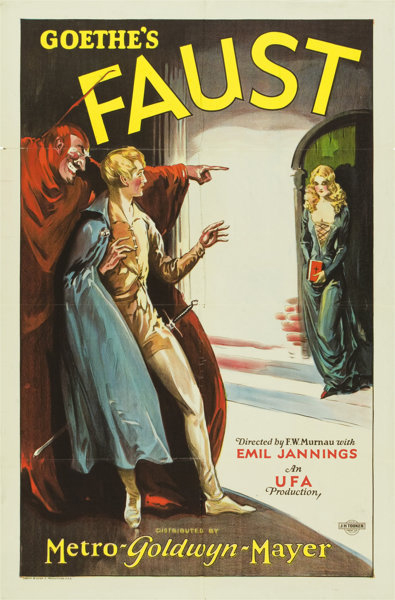
Filmplakat für Faust - eine deutsche Volkssage

- 14. Oktober: Faust – eine deutsche Volkssage, ein Stummfilm von Friedrich Wilhelm Murnau, wird uraufgeführt.

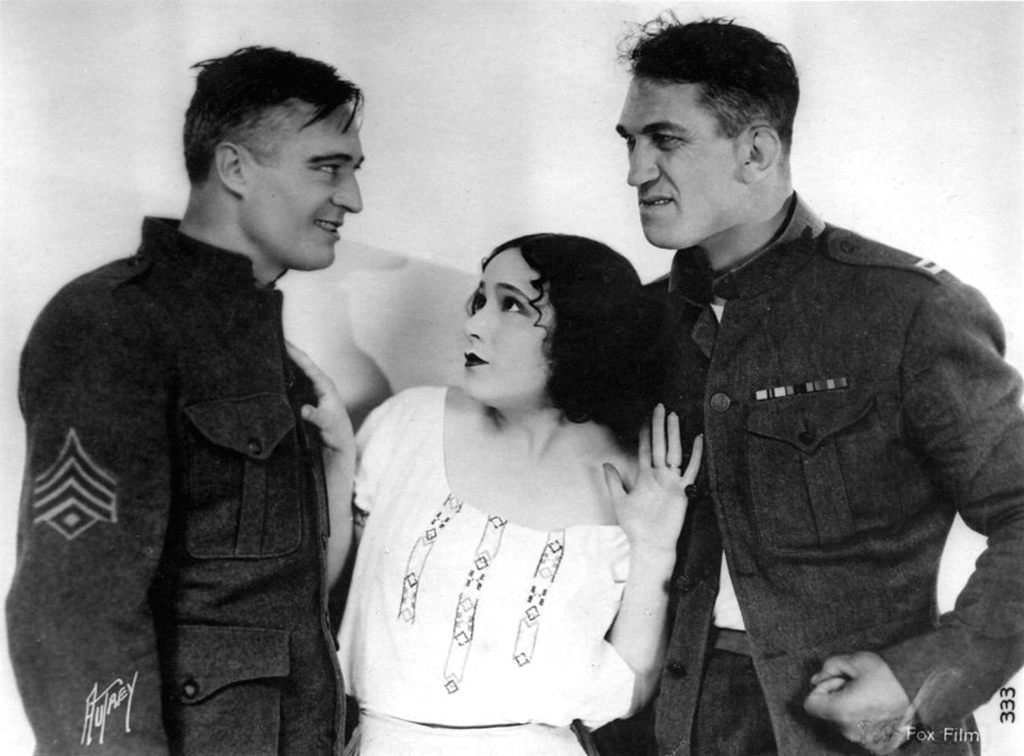
What Price Glory?

- 23. November: Der Stummfilm What Price Glory? von Raoul Walsh mit Edmund Lowe und Victor McLaglen hat seine Uraufführung. Die weibliche Hauptrolle spielt Dolores del Rio.

### Sonstiges
- 19. Mai: Nach Demonstrationen des Filmbundes tritt in Österreich ein Filmkontingentierungsgesetz in Kraft, um die österreichische Filmwirtschaft vor billigen Importen aus dem Ausland, hauptsächlich aus den Vereinigten Staaten, zu schützen. Von dort erreichten Österreich im Jahr 1925 1200 Spielfilme, was den heimischen Filmbedarf der Kinos um das Drei- bis Vierfache überschritt. Diese Produktionen waren wesentlich billiger als europäische Produktionen und trieben somit zahlreiche Filmproduktionsgesellschaften in den Ruin.
- Acht Jahre nach Aufhebung der Zensurgesetze der Monarchie wird in Österreich auch die Filmzensur mit Wirkung ab Mai endlich abgeschafft.
- 2. Februar: In Berlin wird die linke Filmproduktionsgesellschaft Prometheus Film gegründet.

### Erfolgreichste Filme
Die zehn erfolgreichsten Filme an den US-amerikanischen Kinokassen nach Einspielergebnis.
| Platz | Filmtitel              | Einspielergebnis in US-Dollar |       |
| ----- | ---------------------- | ----------------------------- | ----- |
| 1.    | What Price Glory?      | 2.000.000                     | [ 1 ] |
| 2.    | The Black Pirate       | 1.700.000                     | [ 2 ] |
| 3.    | Beau Geste             | 1.500.000                     | [ 1 ] |
| 4.    | The Volga Boatman      | 1.275.375                     | [ 3 ] |
| 5.    | Don Juan               | 1.258.000                     | [ 4 ] |
| 6.    | Tell It to the Marines | 1.250.000                     | [ 5 ] |
| 7.    | The Better 'Ole        | 955.000                       | [ 4 ] |
| 8.    | The Son of the Sheik   | 820.000                       | [ 6 ] |
| 9.    | The Sea Beast          | 814.000                       | [ 4 ] |
| 10.   | The Temptress          | 587.000                       | [ 5 ] |

### Filmpreise und Auszeichnungen
- Photoplay Award: Blutsbrüderschaft von Herbert Brenon

## Geboren

### Januar / Februar
- 01. Januar: Riccardo Garrone, italienischer Schauspieler († 2016)
- 03. Januar: Dorothea Mommsen, deutsche Schauspielerin († 2017)
- 12. Januar: Andrew Laszlo, US-amerikanischer Kameramann († 2011)

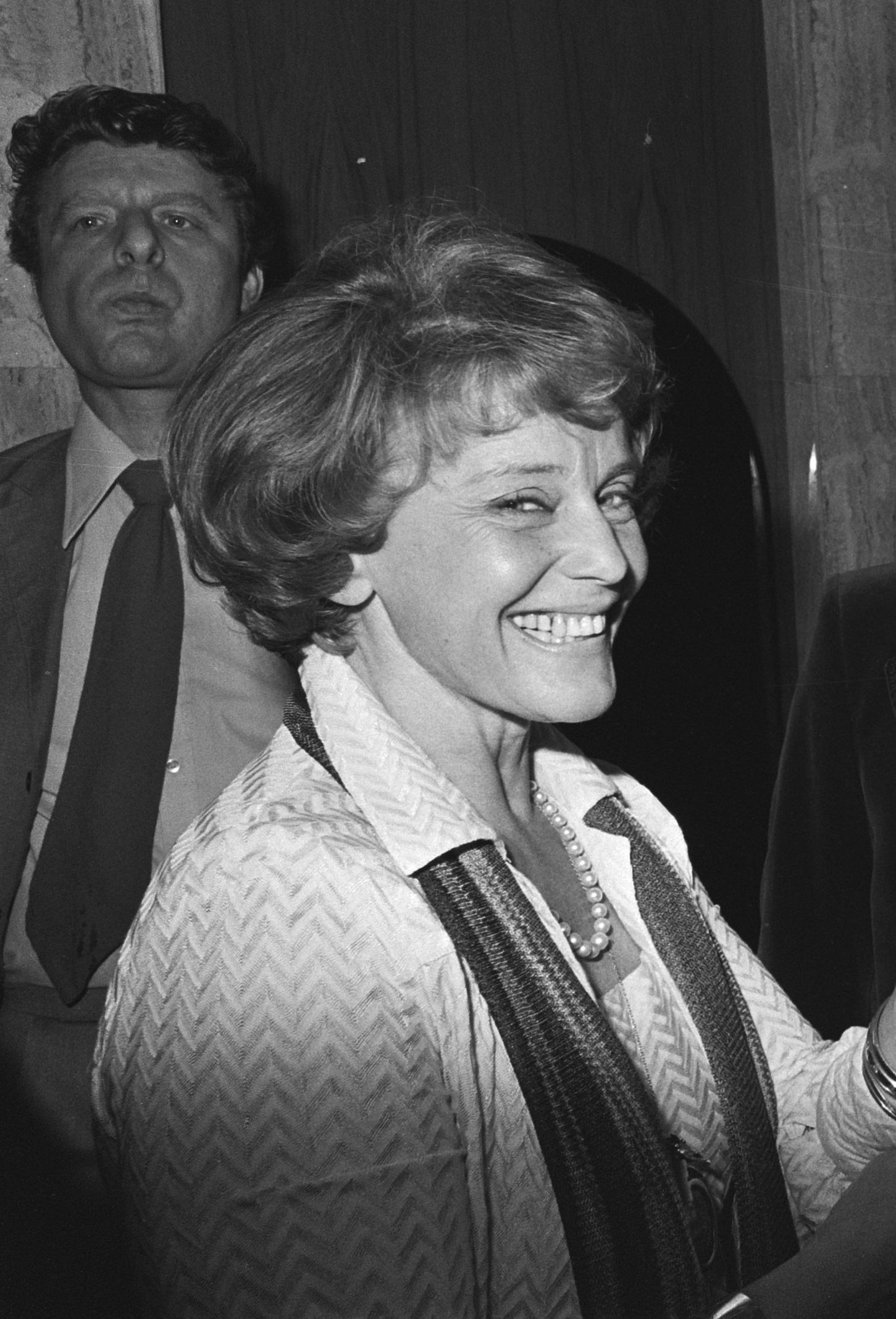
Maria Schell, 1976

- 15. Januar: Maria Schell, österreichische Schauspielerin († 2005)
- 17. Januar: Herz Frank, lettischer Dokumentarfilmer († 2013)
- 17. Januar: Moira Shearer, britische Schauspielerin († 2006)
- 19. Januar: Fritz Weaver, US-amerikanischer Schauspieler († 2016)
- 20. Januar: Patricia Neal, US-amerikanische Schauspielerin († 2010)
- 21. Januar: Clive Donner, britischer Regisseur († 2010)
- 24. Januar: Georges Lautner, französischer Regisseur († 2013)
- 25. Januar: Youssef Chahine, ägyptischer Regisseur († 2008)
- 25. Januar: Ted White US-amerikanischer Stuntmen und Schauspieler († 2022)
- 27. Januar: Ingrid Thulin, schwedische Schauspielerin († 2004)
- 29. Januar: Curt Timm, deutscher Schauspieler († 2015)

- 01. Februar: Nancy Gates, US-amerikanische Schauspielerin († 2019)
- 05. Februar: Stefan Gierasch, US-amerikanischer Schauspieler († 2014)
- 08. Februar: Sonja Ziemann, deutsche Schauspielerin († 2020)

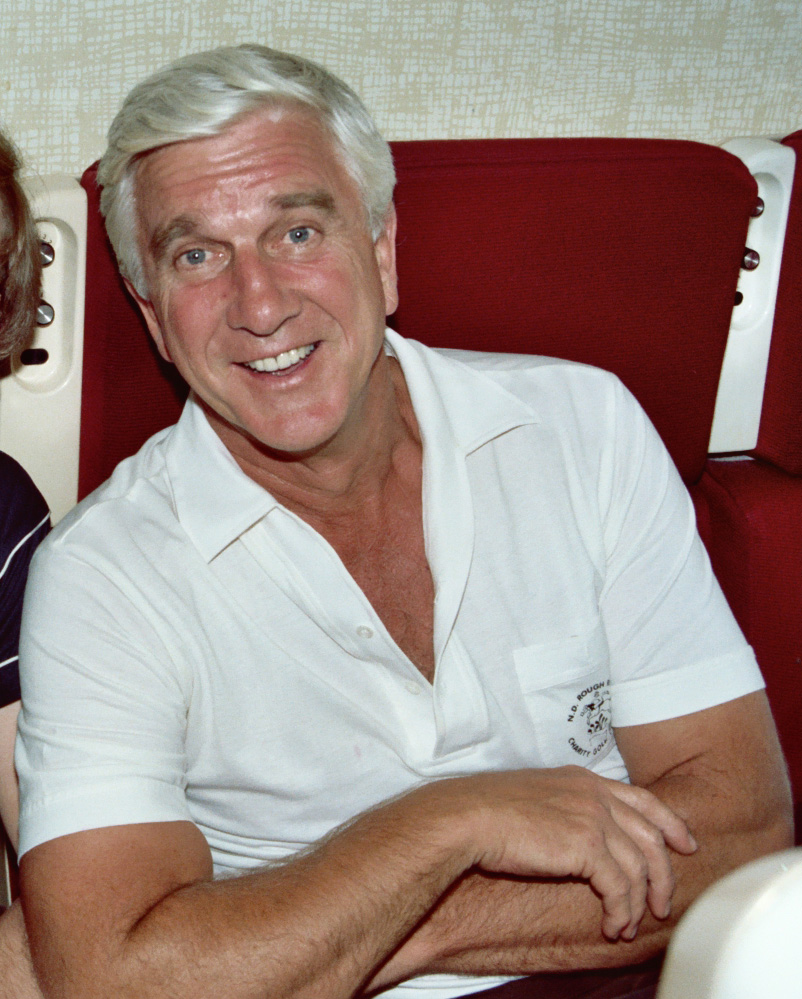
Leslie Nielsen (* 11. Februar)

- 11. Februar: Leslie Nielsen, kanadischer Schauspieler († 2010)
- 16. Februar: John Schlesinger, britischer Regisseur († 2003)
- 17. Februar: Albert Brenner, US-amerikanischer Szenenbildner und Artdirector († 2022)
- 18. Februar: Dante DiPaolo, US-amerikanischer Schauspieler († 2013)
- 20. Februar: Richard Matheson, US-amerikanischer Drehbuchautor († 2013)
- 22. Februar: Bud Yorkin, US-amerikanischer Regisseur und Produzent († 2015)
- 23. Februar: Ernst Meister, österreichischer Schauspieler († 1986)
- 25. Februar: Eva Bergh, norwegische Schauspielerin († 2013)
- 26. Februar: Ernst Grabbe, deutscher Schauspieler († 2006)

### März / April
- 01. März: Robert Clary, französisch-amerikanischer Schauspieler († 2022)
- 05. März: Craig Hill, US-amerikanischer Schauspieler († 2014)

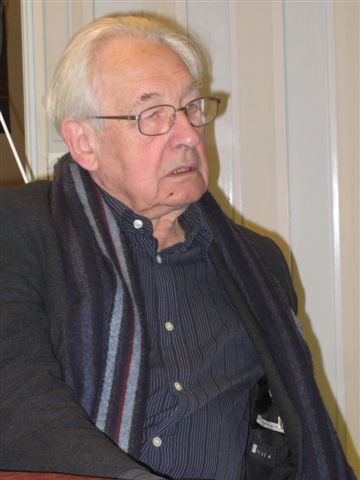
Andrzej Wajda (* 6. März)

- 06. März: Andrzej Wajda, polnischer Regisseur  († 2016)
- 16. März: Helmut Holger, deutscher Kostümbildner († 2012)
- 16. März: Jerry Lewis, US-amerikanischer Schauspieler († 2017)
- 18. März: Peter Graves, US-amerikanischer Schauspieler († 2010)
- 21. März: André Delvaux, belgischer Regisseur († 2002)
- 25. März: Riz Ortolani, italienischer Komponist († 2014)
- 30. März: Ray McAnally, britischer Schauspieler († 1989)
- 30. März: Sydney Chaplin, US-amerikanischer Schauspieler († 2009)

- 02. April: Dieter Schaad, deutscher Schauspieler († 2023)
- 05. April: Roger Corman, US-amerikanischer Regisseur und -produzent († 2024)
- 06. April: Danilo Donati, italienischer Kostüm- und Szenenbildner († 2001)
- 08. April: Elisabeth Wiedemann, deutsche Schauspielerin († 2015)
- 12. April: Jane Withers, US-amerikanische Schauspielerin († 2021)
- 14. April: Piero Nelli, italienischer Dokumentarfilmer und Regisseur († 2014)
- 17. April: Joan Lorring, US-amerikanische Schauspielerin († 2014)
- 22. April: Harald Leipnitz, deutscher Schauspieler († 2000)
- 22. April: Charlotte Rae, US-amerikanische Schauspielerin († 2018)
- 25. April: Tadeusz Janczar, polnischer Schauspieler († 1997)
- 30. April: Cloris Leachman, US-amerikanische Schauspielerin († 2021)

### Mai / Juni
- 03. Mai: Ann B. Davis, US-amerikanische Schauspielerin († 2014)

David Attenborough (2015)

- 08. Mai: David Attenborough, britischer Dokumentarfilmer
- 08. Mai: Don Rickles, US-amerikanischer Komiker († 2017)
- 11. Mai: Frank Thring, australischer Film- und Theaterschauspieler. († 1994)
- 15. Mai: William A. Graham, US-amerikanischer Regisseur und Produzent († 2013)
- 16. Mai: Irén Sütő, ungarische Schauspielerin († 1991)
- 17. Mai: Karl Lieffen, deutscher Schauspieler († 1999)
- 17. Mai: Dietmar Schönherr, österreichischer Schauspieler († 2014)
- 19. Mai: Eve Brenner, US-amerikanische Schauspielerin und Sängerin
- 19. Mai: Peter Zadek, deutscher Regisseur († 2009)
- 29. Mai: Charles Denner, französischer Schauspieler († 1995)

- 01. Juni: Andy Griffith, US-amerikanischer Schauspieler († 2012)

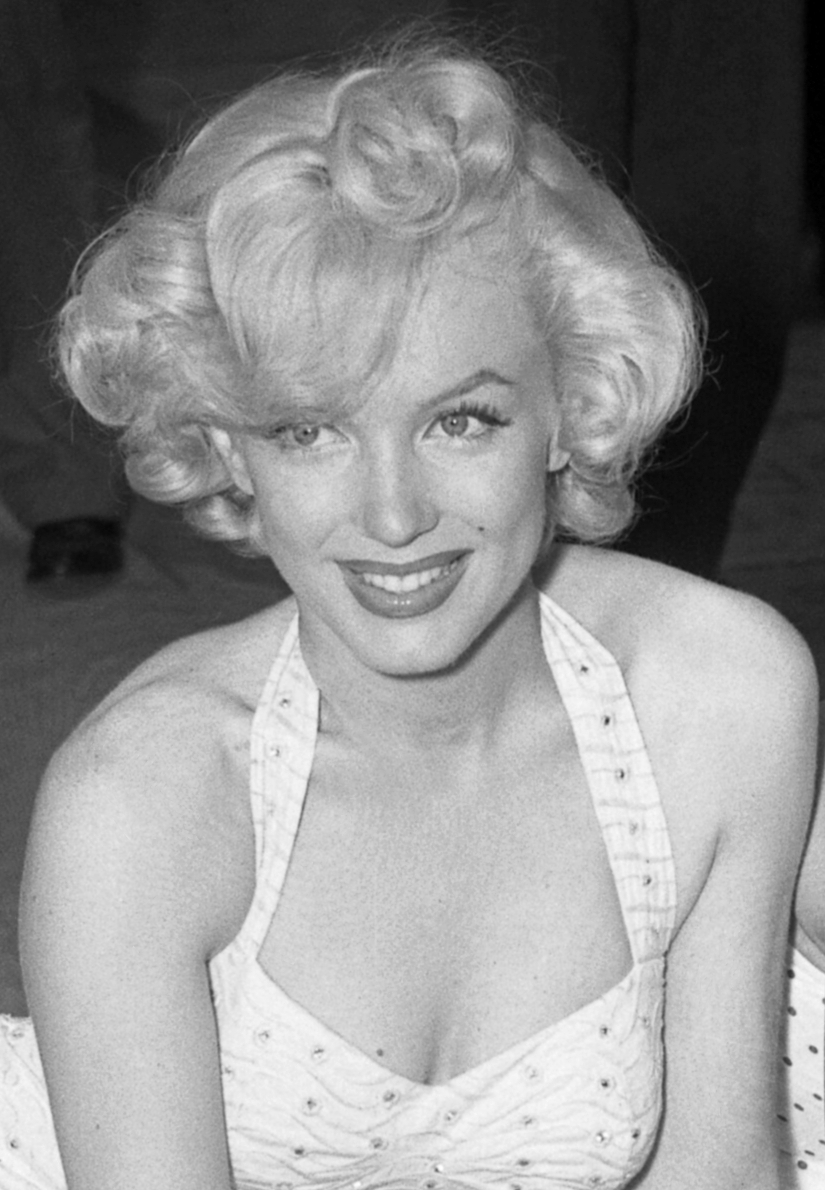
Marilyn Monroe (* 1. Juni)

- 01. Juni: Marilyn Monroe, US-amerikanische Schauspielerin († 1962)
- 02. Juni: Milo O’Shea, irischer Schauspieler († 2013)
- 03. Juni: Alberto Farnese, italienischer Schauspieler († 1996)
- 04. Juni: Judith Malina, US-amerikanische Schauspielerin († 2015)
- 05. Juni: Armando Bandini, italienischer Schauspieler und Synchronsprecher († 2011)
- 07. Juni: Günther Schneider-Siemssen, deutsch-österreichischer Bühnenbildner († 2015)
- 09. Juni: Mona Freeman, US-amerikanische Schauspielerin († 2014)
- 10. Juni: Lionel Jeffries, britischer Schauspieler († 2010)
- 14. Juni: Gerry Hambling, britischer Filmeditor († 2013)
- 15. Juni: Jesús Guzmán, spanischer Schauspieler († 2023)
- 16. Juni: Roberto Gavioli, italienischer Trickfilmregisseur († 2007)
- 21. Juni: Conrad L. Hall, US-amerikanischer Kameramann († 2003)
- 22. Juni: Tadeusz Konwicki, polnischer Regisseur († 2015)
- 27. Juni: Joost Siedhoff, deutscher Schauspieler († 2022)

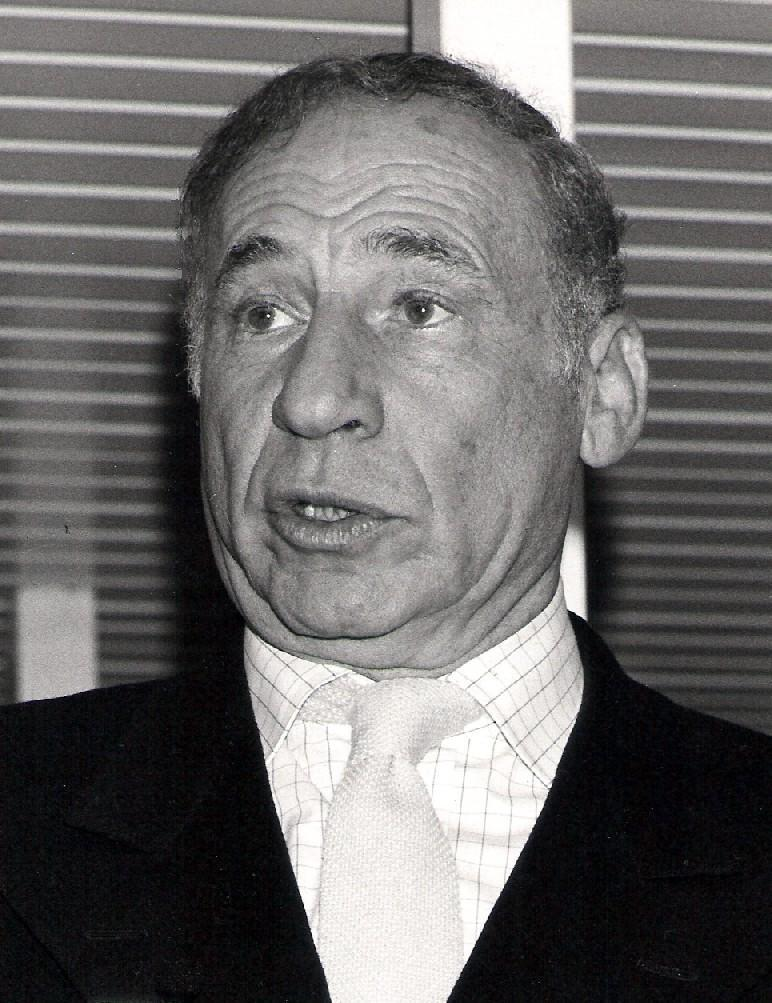
Mel Brooks (* 28. Juni)

- 28. Juni: Mel Brooks, US-amerikanischer Schauspieler und Regisseur
- 29. Juni: Gideon Singer, israelisch-österreichischer Schauspieler († 2015)
- 30. Juni: Peter Alexander, österreichischer Schauspieler († 2011)

### Juli / August
- 03. Juli: Rae Allen, US-amerikanische Schauspielerin († 2022)
- 03. Juli: Erika Stiska, deutsche Schauspielerin († 2016)
- 04. Juli: Alfred Müller, deutscher Schauspieler († 2010)
- 10. Juli: Carleton Carpenter, US-amerikanischer Schauspieler, Sänger, Songschreiber und Autor († 2022)
- 10. Juli: Fred Gwynne, US-amerikanischer Schauspieler († 1993)
- 11. Juli: Patrick Wymark, britischer Schauspieler († 1970)
- 12. Juli: Tiberio Mitri, italienischer Schauspieler († 2001)
- 14. Juli: Harry Dean Stanton, US-amerikanischer Schauspieler († 2017)
- 18. Juli: Elisabeth Müller, schweizerische Schauspielerin († 2006)
- 19. Juli: Helen Gallagher, US-amerikanische Schauspielerin, Tänzerin und Sängerin († 2024)
- 20. Juli: Ilija Ivezić, kroatischer Schauspieler († 2016)
- 21. Juli: Norman Jewison, kanadischer Regisseur († 2024)
- 21. Juli: Karel Reisz, tschechisch-britischer Regisseur († 2002)
- 22. Juli: Bryan Forbes, britischer Regisseur, Drehbuchautor und Schauspieler († 2013)
- 24. Juli: Colin Low, kanadischer Regisseur, Produzent und Animator († 2016)

- 03. August: Rona Anderson, britische Schauspielerin († 2013)
- 03. August: Peter Böhlke, deutscher Schauspieler
- 03. August: Dodie Heath, US-amerikanische Schauspielerin († 2023)
- 06. August: Frank Finlay, britischer Schauspieler († 2016)
- 12. August: John Derek, US-amerikanischer Schauspieler und Regisseur († 1998)
- 17. August: Jean Poiret, französischer Schauspieler († 1992)
- 19. August: Angus Scrimm, US-amerikanischer Schauspieler († 2016)
- 27. August: Med Flory, US-amerikanischer Schauspieler († 2014)

### September / Oktober
- 03. September: Irene Papas, griechische Schauspielerin († 2022)
- 08. September: Bhupen Hazarika, indischer Schauspieler und Regisseur († 2011)
- 09. September: Michael Lentz, deutscher Drehbuchautor und Regisseur († 2001)
- 15. September: Shōhei Imamura, japanischer Regisseur († 2006)
- 16. September: Rudolf Zehetgruber, österreichischer Regisseur († 2023)
- 21. September: Carla Calò, italienische Schauspielerin († 2019)
- 23. September: John Ericson, US-amerikanischer Schauspieler († 2020)
- 23. September: Henry Silva, US-amerikanischer Schauspieler († 2022)
- 24. September: Veit Relin, österreichischer Schauspieler, Drehbuchautor und Regisseur († 2013)

- 03. Oktober: Jacques Jouanneau, französischer Schauspieler und Synchronsprecher († 2011)
- 09. Oktober: Danièle Delorme, französische Schauspielerin und Produzentin († 2015)
- 10. Oktober: Richard Jaeckel, US-amerikanischer Schauspieler († 1997)
- 11. Oktober: Earle Hyman, US-amerikanischer Schauspieler († 2017)
- 11. Oktober: Duccio Tessari, italienischer Regisseur und Drehbuchautor († 1994)
- 15. Oktober: Jean Peters, US-amerikanische Schauspielerin († 2000)
- 17. Oktober: Julie Adams, US-amerikanische Schauspielerin († 2019)
- 17. Oktober: Beverly Garland, US-amerikanische Schauspielerin († 2008)
- 18. Oktober: Yoram Gross, australischer Regisseur, Drehbuchautor und Produzent († 2015)

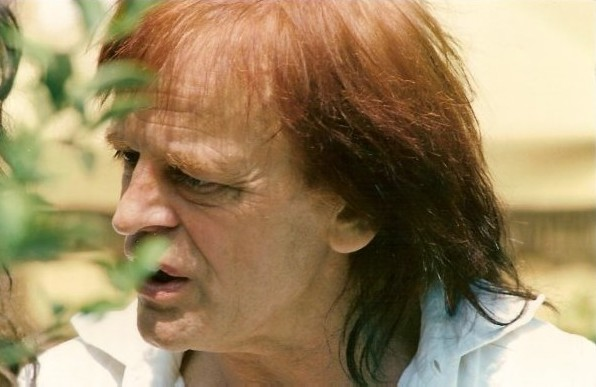
Klaus Kinski (* 18. Oktober)

- 18. Oktober: Klaus Kinski, deutscher Schauspieler († 1991)
- 20. Oktober: Luigi Di Gianni, italienischer Dokumentarfilmer († 2019)
- 21. Oktober: Eberhard Fechner, deutscher Regisseur († 1992)
- 21. Oktober: Leo Kirch, deutscher Medienunternehmer († 2011)
- 26. Oktober: Marilyn Nash, US-amerikanische Schauspielerin († 2011)

### November / Dezember
- 01. November: Betsy Palmer, US-amerikanische Schauspielerin († 2015)
- 04. November: Laurence Rosenthal, US-amerikanischer Komponist
- 05. November: John Berger, britischer Schriftsteller und Drehbuchautor († 2017)
- 08. November: Eberhard Itzenplitz, deutscher Regisseur († 2012)
- 09. November: Vicente Aranda, spanischer Regisseur († 2015)
- 09. November: Martin Benrath, deutscher Schauspieler († 2000)
- 10. November: Jacques Rozier, französischer Regisseur († 2023)
- 15. November: Helmut Fischer, deutscher Schauspieler († 1997)
- 15. November: Richard H. Kline, US-amerikanischer Kameramann († 2018)
- 20. November: Lothar Grützner, deutscher Schauspieler und Synchronsprecher († 2018)
- 25. November: Jeffrey Hunter, US-amerikanischer Schauspieler († 1969)
- 25. November: Murray Schisgal, US-amerikanischer Drehbuchautor († 2020)
- 26. November: Ralf Wolter, deutscher Schauspieler († 2022)
- 30. November: Richard Crenna, US-amerikanischer Schauspieler († 2003)

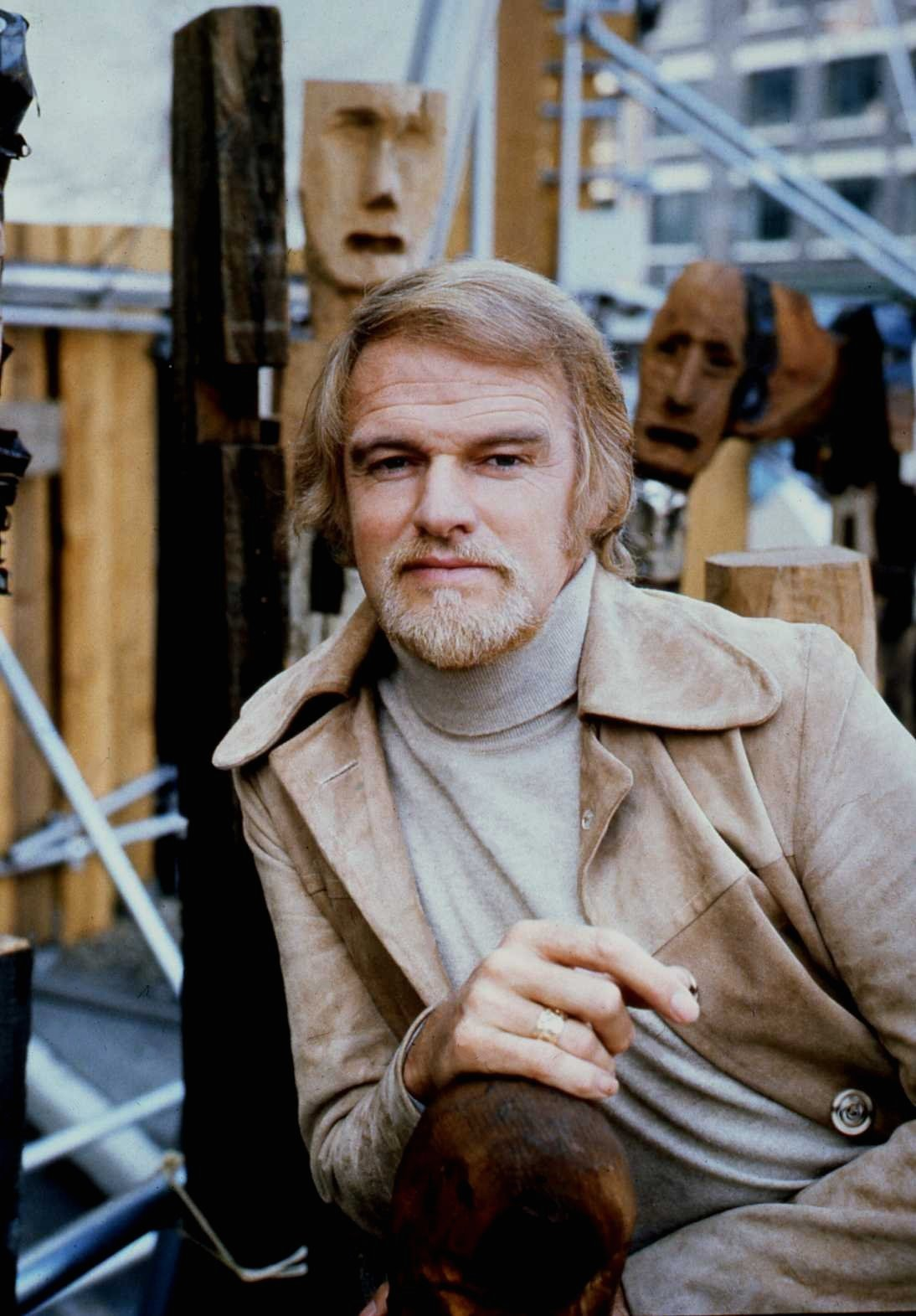
Keith Michell (* 1. Dezember)

- 01. Dezember: Keith Michell, australischer Schauspieler († 2015)
- 10. Dezember: Harry Fowler, britischer Schauspieler († 2012)
- 19. Dezember: Eckart Dux, deutscher Schauspieler († 2024)

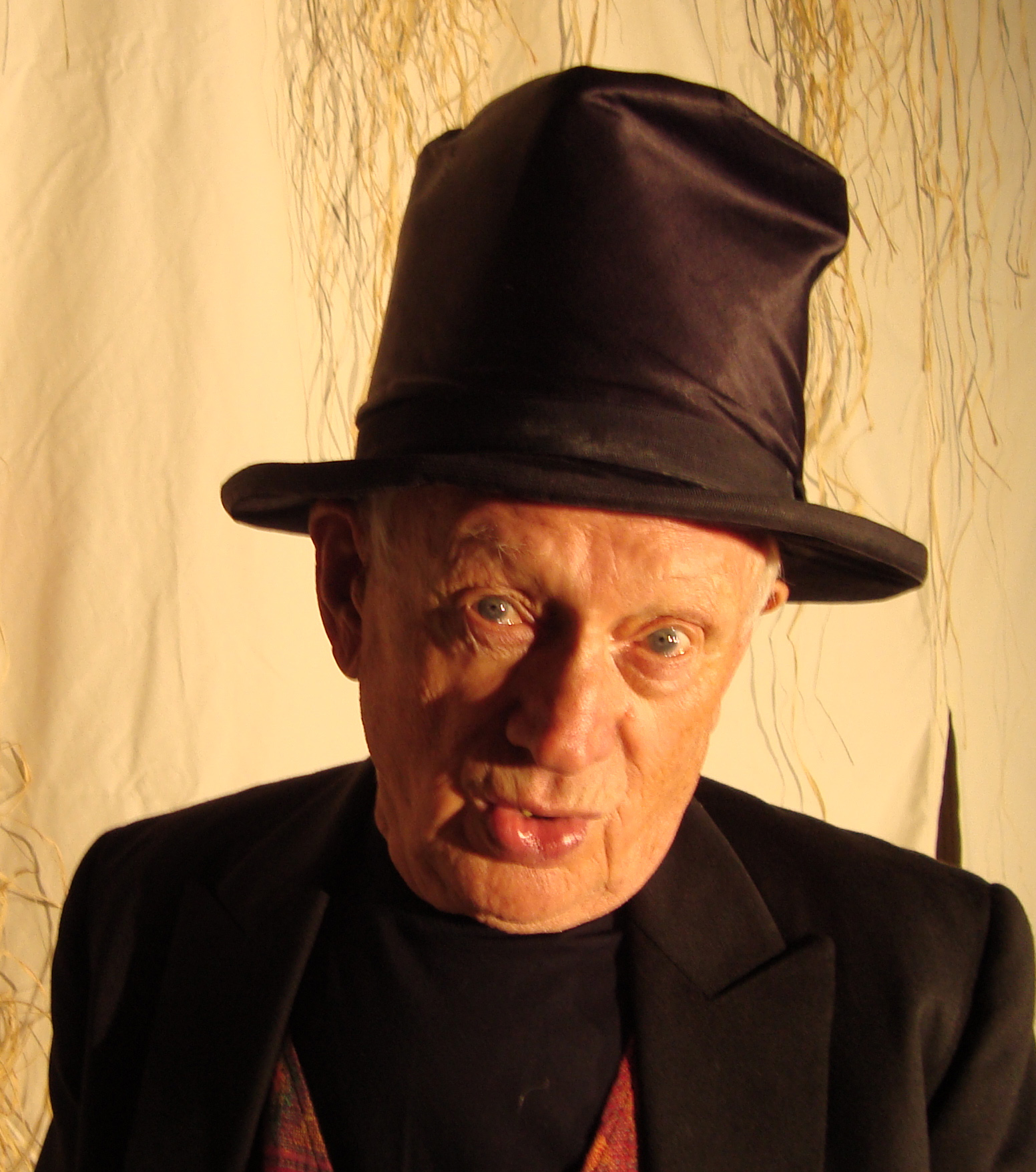
Witold Pyrkosz (* 24. Dezember)

- 24. Dezember: Witold Pyrkosz, polnischer Schauspieler († 2017)
- 27. Dezember: Jerome Courtland, US-amerikanischer Regisseur, Produzent und Schauspieler († 2012)

### Genaues Geburtsdatum unbekannt
- Agustín Navarro, spanischer Regisseur und Drehbuchautor († 2001)

## Gestorben
- 30. Januar: Barbara La Marr, US-amerikanische Schauspielerin und Drehbuchautorin (* 1896)
- 16. März: Maggie Moore, US-amerikanisch-australische Schauspielerin (* 1851)
- 23. Juli: Charles Avery, US-amerikanischer Schauspieler, Regisseur und Drehbuchautor (* 1873)
- 23. August: Rudolph Valentino, italienischer Schauspieler (* 1895)
- 3. November: Annie Oakley, US-amerikanische Kunstschützin (* 1860)
- 15. November: Hiram Abrams, erster Präsident des Filmverleihs United Artists (* 1878)